# Estado de emergência

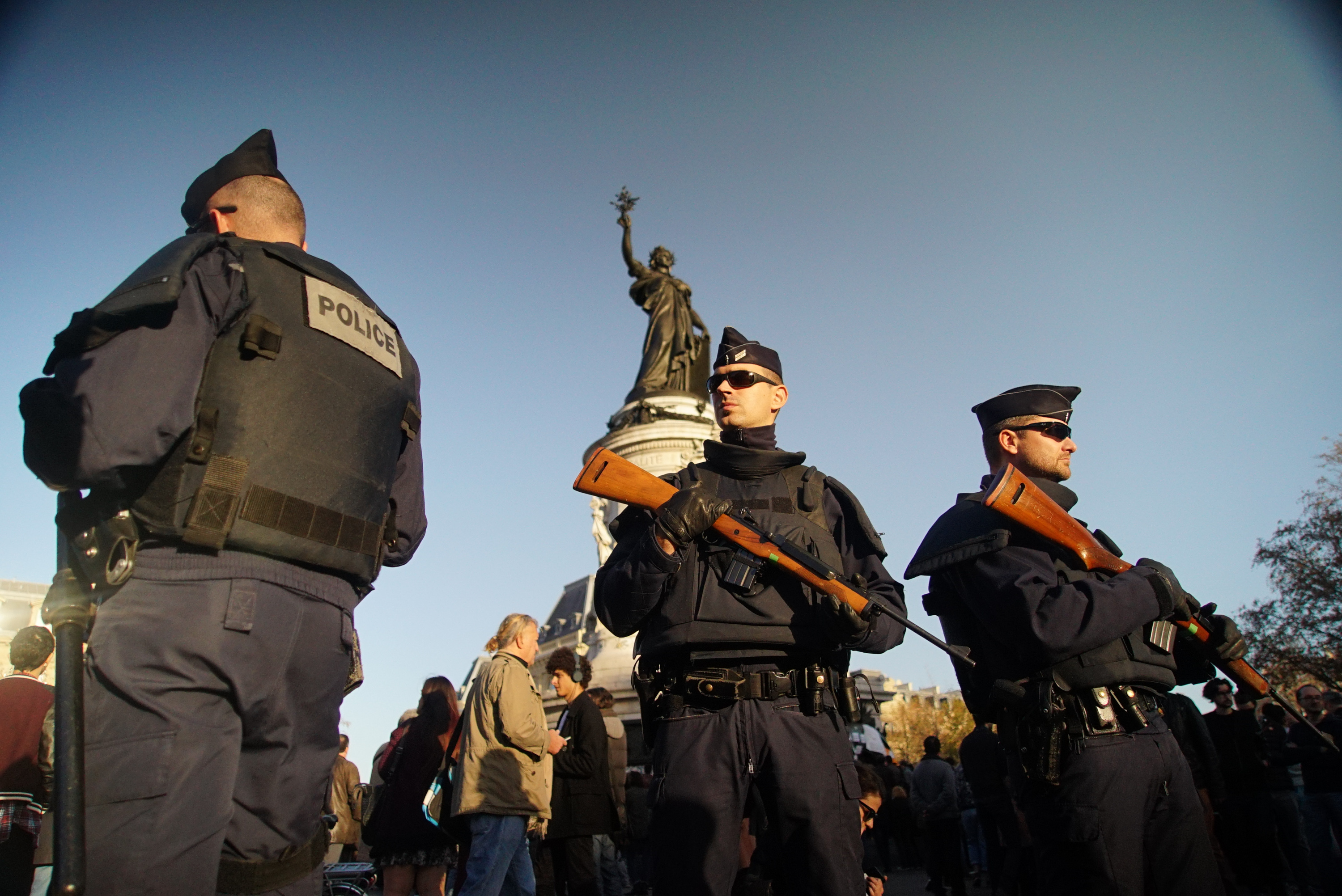
Estado de emergência em Paris, Novembro de 2015

Estado de emergência é a designação de uma situação declarada e/ou imposta pelo governo de um país. Isso significa que o governo pode suspender e/ou mudar algumas das funções do executivo, do legislativo ou do judiciário enquanto o país estiver neste estado excepcional, alertando ao mesmo tempo seus cidadãos para que ajustem seu comportamento de acordo com a nova situação, além de comandar às agências governamentais a implementação de planos de emergência.

## Visão geral
Um governo pode declarar estado de emergência em resposta a desastres naturais ou causados pelo homem, períodos de desordem civil, declarações de guerra ou situações envolvendo conflitos armados internos ou internacionais.
O estado de emergência também pode ser usado como razão (ou pretexto) para suspender direitos e liberdades garantidas pela constituição ou lei básica de um país, abrindo espaço para a aplicação do chamado direito penal do inimigo. Segundo Zaffaroni:
| “ | Desde a Inquisição até hoje os discursos foram se sucedendo com idêntica estrutura: alega-se uma emergência, como uma ameaça extraordinária que coloca em risco a humanidade, quase toda a humanidade, a nação, o mundo ocidental etc., e o medo da emergência é usado para eliminar qualquer obstáculo ao poder punitivo que se apresenta como a única solução para neutralizá-lo. Tudo que se quer opor ou objetar a esse poder é também inimigo, um cúmplice ou um idiota útil. Por conseguinte, vende-se como necessária não somente a eliminação da ameaça, mas também a de todos os que objetam ou obstaculizam o poder punitivo, em sua pretensa tarefa salvadora. | ” |

No direito romano, justitium é o conceito equivalente à declaração de estado de emergência.

## Relacionamento com o direito internacional
Em direito internacional, direitos e liberdades podem ser suspensos durante o estado de emergência - por exemplo, um governo pode deter seus cidadãos e mantê-los presos sem julgamento. Algumas fontes argumentam que direitos não derrogáveis não podem ser suspensos. Contudo, essa teoria é contestada. Leis emergenciais podem sobrepor-se e muitas vezes se sobrepõe a direitos não derrogáveis durante um período de estado de emergência.

O artigo número 4 do Pacto Internacional dos Direitos Civis e Políticos (PIDCP) das Nações Unidas de 1966 regula a nível de direito internacional o estado de emergência. Em particular, dispõe que 
| “ | 4.1 Em tempo de uma emergência pública que ameaça a existência da nação e cuja existência seja proclamada por um acto oficial, os Estados Partes no presente Pacto podem tomar, na estrita medida em que a situação o exigir, medidas que derroguem as obrigações previstas no presente Pacto, sob reserva de que essas medidas não sejam incompatíveis com outras obrigações que lhes impõe o direito internacional e que elas não envolvam uma discriminação fundada unicamente sobre a raça, a cor, o sexo, a língua, a religião ou a origem social | ” |

O procedimento de instauração e a legalidade dessas medidas varia de país para país. No contexto do PIDCP, o estado de emergência deve ser declarado publicamente. O artigo número 4 do PIDCP ainda dispõe que 
| “ | 4.3 Os Estados Partes no presente Pacto que usam do direito de derrogação devem, por intermédio do secretário-geral da Organização das Nações Unidas, informar imediatamente os outros Estados Partes acerca das disposições derrogadas, bem como os motivos dessa derrogação. Uma nova comunicação será feita pela mesma via na data em que se pôs fim a essa derrogação. | ” |

[carece de fontes?]
Em alguns países, modificar leis emergenciais ou a constituição durante o estado de emergência é ilegal, enquanto em outros é possível modificar a legislação ou a estrutura constitucional que garante direitos aos cidadãos a qualquer momento que o legislativo vier a decidir fazê-lo. O Pacto Internacional dos Direitos Civis e Políticos (PIDCP) aplica-se somente aos estados signatários, e não a seus cidadãos. Contudo, os signatários do pacto devem ratificá-lo, integrando-o à legislação nacional.
A Convenção Europeia dos Direitos Humanos contém disposições derrogatórias do mesmo tipo, mas foram aplicadas de forma muito mais rigorosa, como evidenciado pela derrogação solicitada pelo Reino Unido após o 11 de setembro de 2001.

## Legislação sobre estado de emergência nos países lusófonos

### Brasil
Os artigos 136, 137, 138, 139, 140 e 141 da Constituição brasileira de 1988 preveem dois níveis de estado de emergência: o estado de defesa e o estado de sítio. 
- Estado de defesa: decretado em caso de grave e iminente instabilidade institucional ou de desastres naturais, visa a preservação e/ou o restabelecimento em locais restritos e determinados da ordem pública e/ou da paz social. A duração do estado de defesa é de até 30 dias, que são prorrogáveis. Durante a vigência do estado de defesa alguns direitos dos cidadãos são suspensos, como por exemplo o sigilo de correspondência, de comunicação telegráfica e telefônica e o direito de reunião. Prédios públicos, como, por exemplo, as escolas, podem ser desapropriadas com a finalidade de atender a desabrigados.[1][2][9][10][11]

- Estado de sítio: é decretado em situações de guerra, grave comoção de repercussão nacional ou quando o estado de defesa mostra-se insuficiente para resolver a situação. Durante a sua vigência, que é de até 30 dias em casos de comoção nacional e indefinida, em casos de guerra, edifícios comuns podem ser usados como prisão. Além disso, restrições são impostas à liberdade de imprensa, os cidadãos podem perder o direito de ir e vir e o Exército pode ser empregado em operações de busca e apreensão em residências.[1][2][12][13][14][10][11]

O Estado de defesa e o Estado de sítio só podem ser decretados pelo Presidente da República, sendo que em ambos os casos o chefe do Executivo deve consultar antes o Conselho da República e o Conselho de Defesa Nacional, mas não é obrigado a seguir seus pareceres.
Uma importante diferença quanto à forma de decretação é que no Estado de defesa, o Congresso Nacional deverá ratificar o decreto já previamente assinado pelo Presidente. Já no Estado de sítio, é necessário que o Presidente solicite primeiro a sua aprovação ao Congresso.
Durante a vigência do Estado de defesa ou do Estado de sítio, não são permitidas alterações no texto constitucional.

### Portugal
Os artigos 19.º e 138.º da Constituição portuguesa de 1976 preveem dois níveis de estado de exceção: o estado de emergência e o estado de sítio. Apenas podem ser decretados pelo Presidente da República e com autorização da Assembleia da República.
A 18 de Março de 2020, o estado de emergência foi declarado, pela primeira vez desde 1976, pelo Presidente da República Marcelo Rebelo de Sousa, devido à pandemia de COVID-19. Teve início no dia 19 de Março de 2020 e foi renovado por 2 vezes, cessando no dia 2 de Maio de 2020.
Um novo estado de emergência entrou em vigor a 9 de novembro de 2020, tendo uma renovação periódica de 15 em 15 dias que ocorreu nos dias 24 de novembro, 8 de dezembro e 23 de dezembro. Uma nova renovação pelo período de 8 dias ocorreu a 8 de janeiro de 2021, retomando a periodicidade anterior na renovação seguinte, a 16 de janeiro. O Estado de Emergência em Portugal foi sendo renovado a cada 15 dias, até ao anúncio do seu fim a 27 de Abril de 2021 pelo Presidente da República Marcelo Rebelo de Sousa.